# 張遠 (維基人)
張遠，網名暱稱為「ffaarr」，是中文維基百科的維基人，在臺灣的批踢踢則有「哆啦王」、「叮噹王」等稱號。他來自中華民國臺北市，是國立臺灣大學歷史學研究所博士，在德明財經科技大學通識中心擔任兼任助理教授。其主要研究領域為清朝至近代的性別與通俗文化，著有《近代平津滬的城市京劇女演員1900－1937》、《清中期北京梨園花譜中的性別特質想像》等。
由於經常在批踢踢上回應與日本漫畫《哆啦A夢》有關的奇特問題，張遠成為批踢踢上的知名人物之一。同時，他長期參與中文維基百科的運作，擔任管理員與行政員的工作；也長期參與台灣維基媒體協會，並在2018年出任理事長，致力於中文維基百科社群的發展。此外亦是Wikia中文社群發展專員，以及是「哆啦A夢wiki」和「PTT鄉民百科」創辦人之一。他曾和「Lon」兩人合作推出《PTT鄉民大百科》一書，介紹批踢踢鄉民的流行用語。

## 早年經歷

### 學術成長

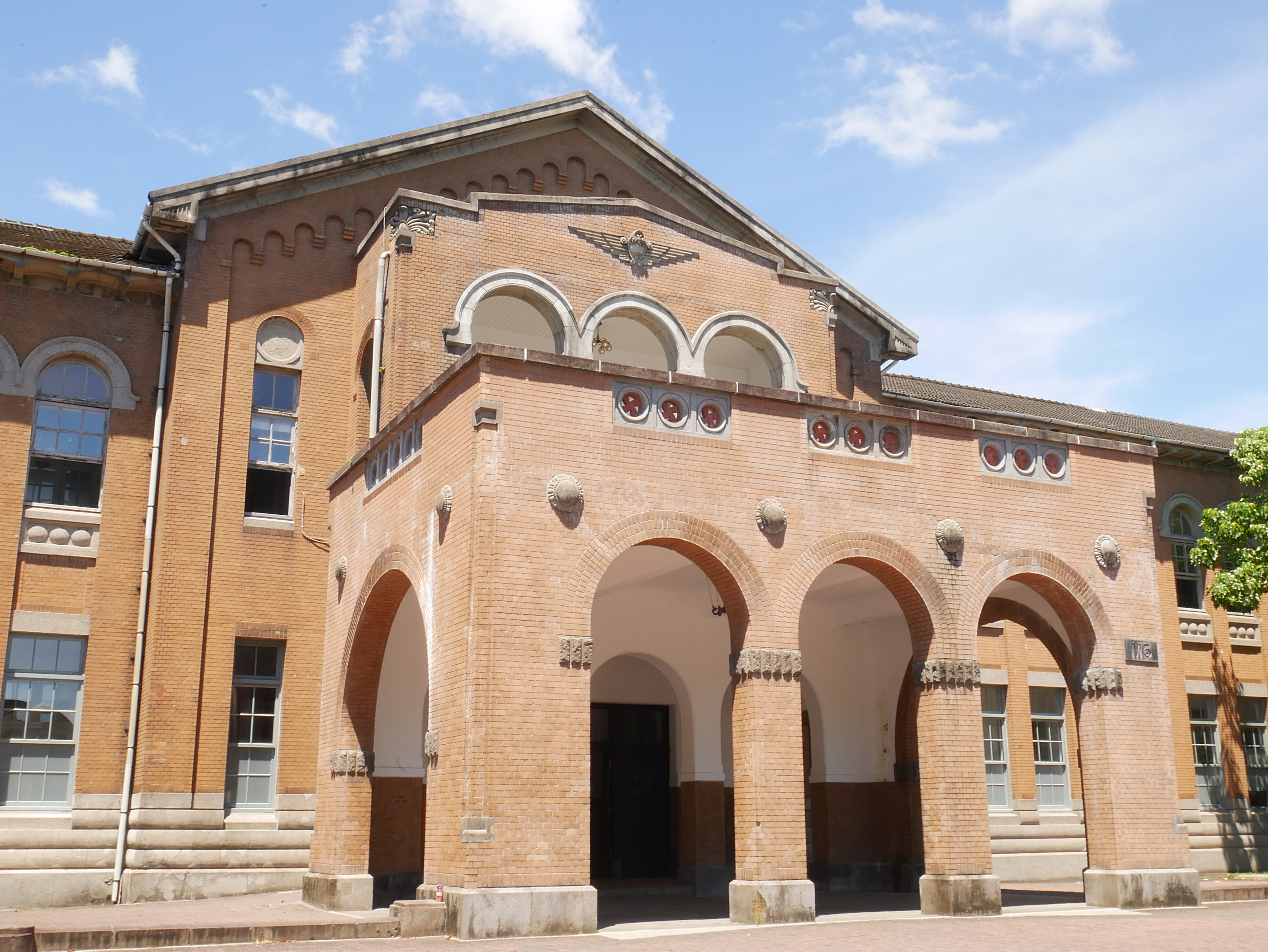
張遠從國立臺灣大學歷史學研究所博士班畢業。

張遠來自中華民國臺北市，其父親是著名詩人、散文家暨學者張健。
張遠從不識字的孩童時期，就開始翻閱日本藤子·F·不二雄創作的著名漫畫《哆啦A夢》。在他小時候，會拿著零用錢去蒐集盜版漫畫，不過小時候的他由於成績不錯，並未遇到如野比大雄般的課業問題，因此當時不太能夠體會大雄的心情。直到他讀到研究所以後，由於課業的困難度增加，他才發現自己和野比大雄間有著許多相似處，例如大雄經常檢討自己，這點和張遠的個性十分吻合。
張遠喜愛歷史，主修的學科為歷史學，學習的研究內容較偏向社會文化史部分；而在大學時期，他經常到光華商場找尋漫畫。他的其他興趣還有中國音樂、地理、戲曲、登山、自行車、圍棋、漫畫、棒球比賽等，也曾學過嗩吶與竹笛。在從國立臺灣大學歷史學研究所博士班畢業後，他擔任國立清華大學人文社會研究中心博士後研究員，爾後轉任中國文化大學歷史學系兼任助理教授、德明財經科技大學通識中心兼任助理教授。

### 網路活躍

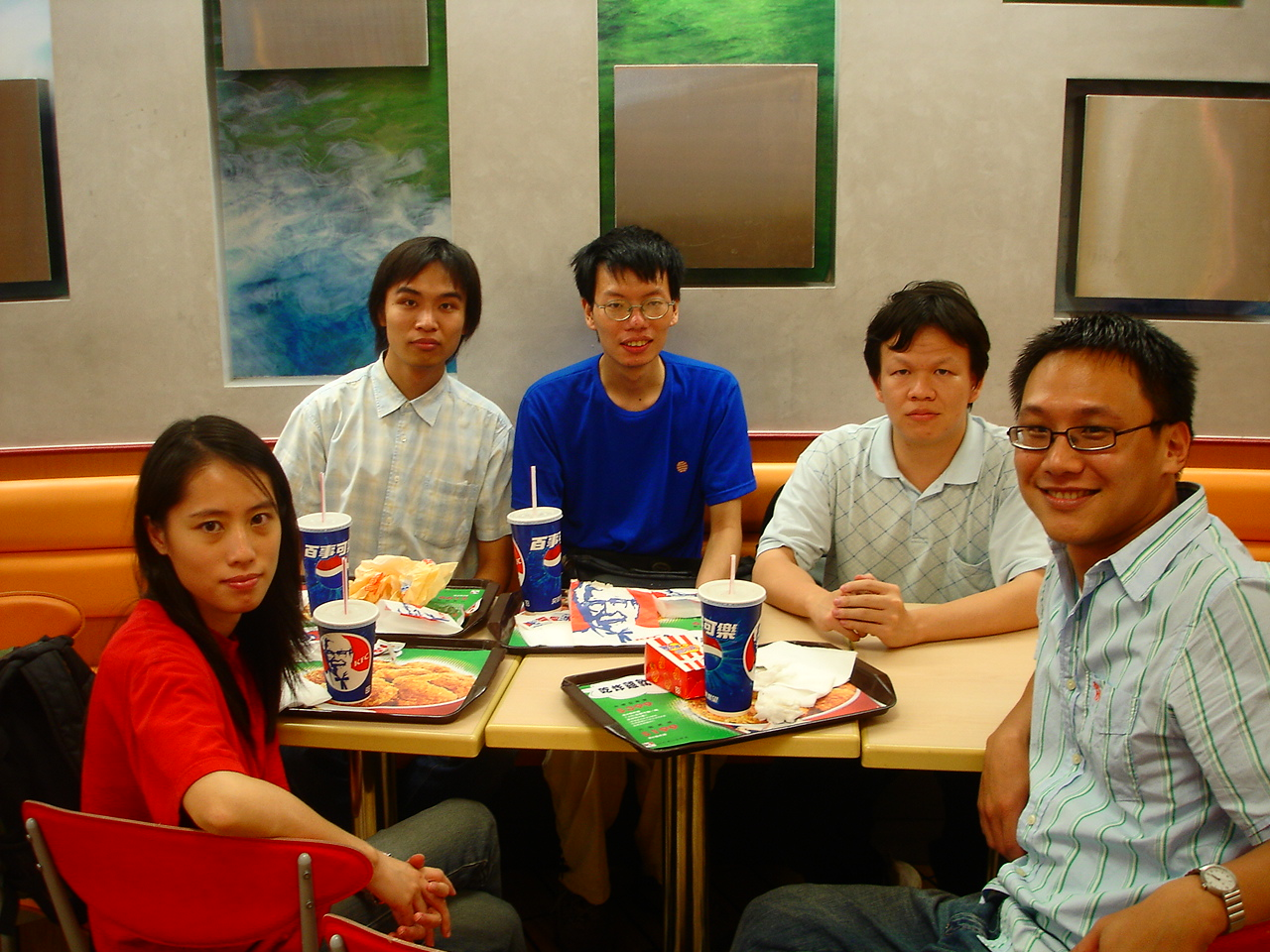
2005年9月4日，張遠（左三者）參與臺灣維基百科社群在新竹市的秋聚。

張遠的主要研究範圍是中國清朝至近代的社會與文化領域，尤其特別關注性別與戲劇等通俗文化的相關議題。在過去，他曾經發表《近代平津滬的城市京劇女演員1900－1937》、《清中期北京梨園花譜中的性別特質想像》等著作，還和李仁淵共同翻譯美國歷史學家威廉·T·羅維的著作《中國最後的帝國──大清王朝》（China's Last Empire: The Great Qing）。
另一方面，張遠還會研讀現代卡通人物等不同領域，他的書櫃蒐集有《哆啦A夢》20冊正版大全集，且他會不時隨手翻閱，每篇都已經看過上百回。由於他對於《哆啦A夢》的研究相當深入，所以只要花費2個小時就能翻完總共20冊的《哆啦A夢》大全集，甚至只看封面就知道該集有沒有出現銅鑼燒。另外，有網友曾建議他出版《哆啦A夢》百科全書，對此他則表示若有出版社希望發行，他確實是會考慮，不過也指出仍然有圖片著作權的問題需要處理。
張遠的網名暱稱為「ffaarr」。1995年，架設在臺灣學術網路上的BBS論壇批踢踢開始服務，不久之後，張遠便受到論壇「愛湊熱鬧」的核心特質影響，成為資深鄉民與重度使用者，有著超過15年的登入資歷，兩者幾乎是共同成長。與此同時，張遠還是中文維基百科的元老級人物，在國立臺灣大學維基研究社創社時，他便曾加入成為社員；而在平日念書、工作的忙碌之餘，他還會參與管理員的工作。

## 主要活動

### 「哆啦王」
2013年5月，張遠回覆「有沒有魯蛇救星哆啦A夢的八卦阿？」一文，並提到《哆啦A夢》故事的啟示。這種另類的勵志方式及認真的考究，得到年輕人的歡迎，隨即在批踢踢知名討論區八卦板引發熱烈討論，這是他在該板首篇被網友意外推爆的成名文章。其後，他不經意地連續回覆幾篇文章也逐漸得到關注。對於相對較熟悉的《哆啦A夢》，張遠的卡通人物研究文章仍顯現強大的知識與分析能力，因而被其他鄉民直接封為「哆啦王」、「哆啦系」或「叮噹王」，更被視為八卦版最夯的傳奇人物。
爾後在批踢踢的八卦版上，經常會有鄉民提出各式各樣有關《哆啦A夢》的刁鑽問題，下面推文也常出現回應就請吃雞排的戲語；不過他總是能夠回應這些問題，並提出深入的專業見解和分析，把各類別曾出現在哪些章節都清楚整理。他還曾以原著漫畫為基準，統計出哆啦A夢總共吃下192個銅鑼燒、或野比大雄曾敲出22支安打等答案。但並非所有鄉民們的問題都能順利得到回應，張遠主要依據該問題是其曾經想過具有意義、或者可以用某種概念回答，或是「哆啦A夢wiki」曾整理過的條目，這類問題較容易得到答覆。
對於張遠而言，在批踢踢上回覆網友問題和撰寫博士論文相比，前者相對較輕鬆容易，平均撰寫一篇文章約花70分鐘至90分鐘的時間，而一般人可能幾天都找不到答案。最耗時的一次則是回答「大雄家每個月都赤字是怎麼活的」，當時他除了從野比大雄拿到多少零用錢、家裡購買物品等瑣碎細節推敲外，還比對當時日本的物價與經濟狀況。這次前後花費4個小時才寫完的答覆，也讓他極具成就感。雖然要花時間考證尋找答案以回答網友的問題，但他只要看到有人回應「想再回去看一次作品」，就會讓他相當感動。

### 社群經營

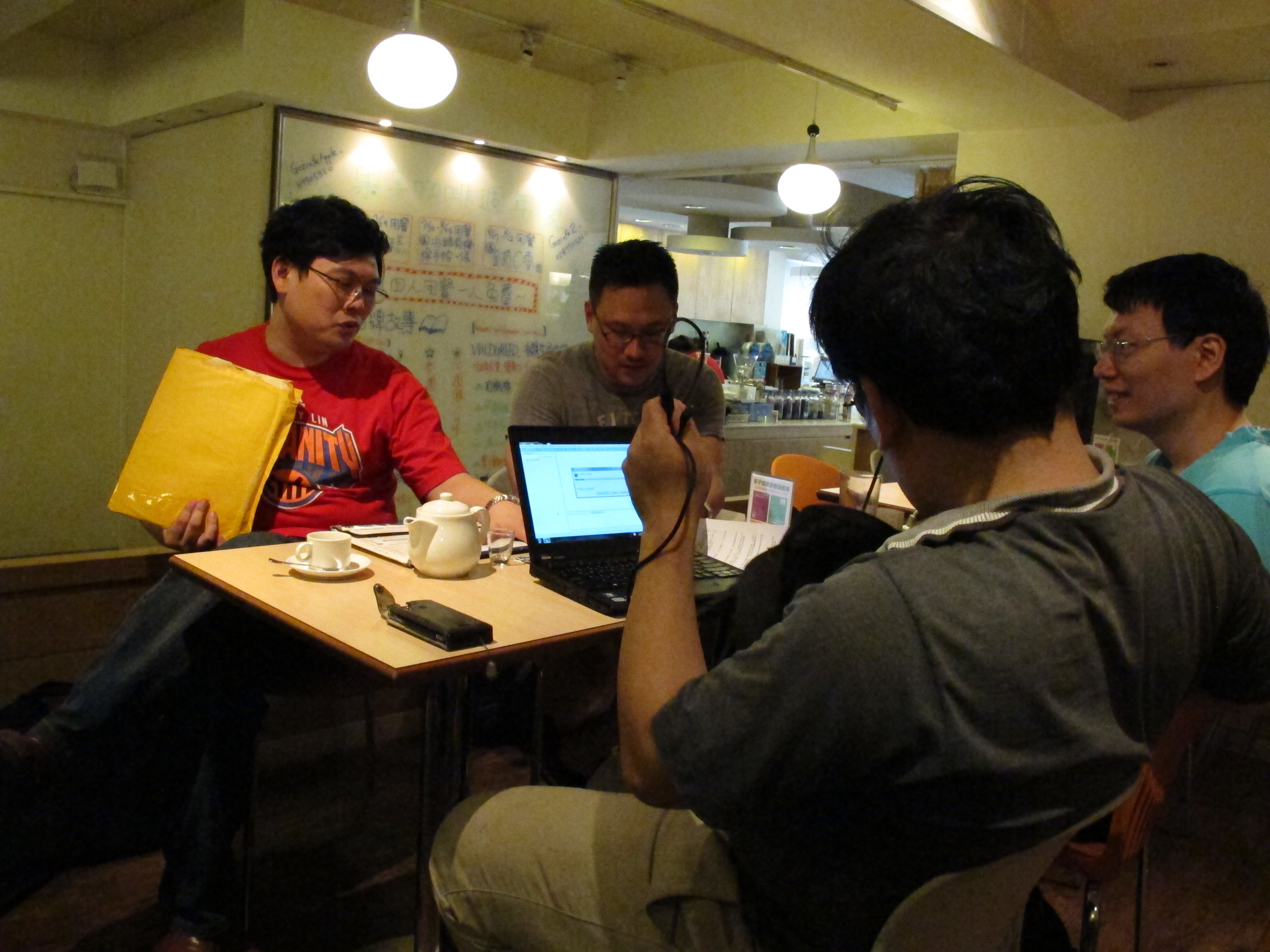
2012年7月28日，張遠（右一者）與其他參與臺灣維基人夏季聚會成員討論。

專研歷史的張遠非常熱衷於資料的蒐集與追溯，在回答有關《哆啦A夢》的問題時，除了仰賴翻遍漫畫時留下的深刻印象外，亦會靠他親自整理經營的「哆啦A夢wiki」資訊網站，協助檢索所有相關資料。「哆啦A夢wiki」是他最早創辦的Wiki網站。2016年8月，哆啦A夢中文網與百度機器貓吧共同籌備舉辦「2016兩岸盃哆啦A夢知識競賽」，為保證比賽題目的公平性、公信力與權威性，前者特別邀請張遠、以及長年協助網站的日語顧問「左鈴鐺」，共同擔任臺灣方面的出題與審題代表。
而隨著漢語手機遊戲市場的興起，Wikia增加許多漢語內容，且得以聘請中文專員，張遠便受雇於該公司，擔任FANDOM中文社群的發展專員與協助人員，主要負責Wiki社群的發展。他還長期參與中文維基百科的運作與發展，包括擔任管理員與行政員；同時他還經會員大會選舉，先後出任第二屆、第三屆、第四屆台灣維基媒體協會理事的職務。在擔任台灣維基媒體協會理事期間，他便曾與維基媒體基金會簡易型年度計畫補助的工作人員威尼弗里德·奧利夫（Winifred Olliff），就教育專案的議題交換意見。
2017年11月16日，應國立臺灣大學歷史學系刊物《史繹》編輯委員會邀請，他發表「維基百科知識的形塑與影響：以歷史知識為例」演說。由於事前在批踢踢宣傳時，便曝露他是鄉民俗稱的「哆啦王」，因而吸引大量的觀眾。不過在演說中並未提及哆啦A夢，而回答的問題也是以維基百科優先。而在2018年1月11日，台灣維基媒體協會第四屆理監事會議選出張遠出任理事長。

### 鄉民百科

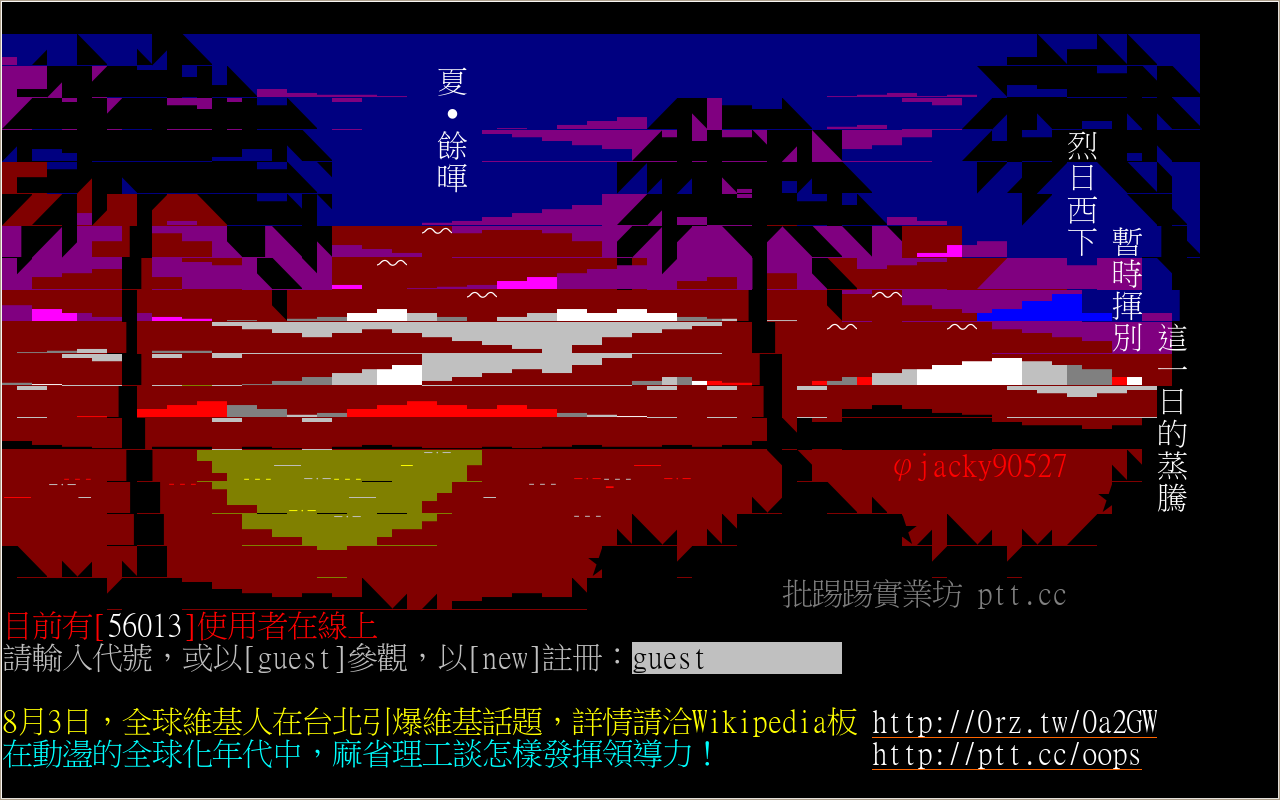
張遠持續整理批踢踢的各種資料，並在2013年出版成《PTT鄉民大百科》一書。

憑藉着在維基百科和「哆啦A夢wiki」上共同編輯的經驗，張遠認為有為批踢踢留下記錄的必要，而不能只放在資訊較不易保存和搜尋的BBS平臺上。原本他想為此架設Wiki型態的網站，邀集有興趣的鄉民們共同撰寫。但經過考慮之後，他認為可能有不少內容容易產生多重說法，基於管理上的方便，決定在2012年1月開設「PTT鄉民百科」部落格、及Facebook粉絲團「Ptt鄉民百科」 ，自己蒐集整理與發表相關人物、事件及用語，不過後來仍在Wikia成立「PTT鄉民百科」。
由於每天使用這些批踢踢的用語，張遠主要是以參與者的身分（而非研究者角度切入）撰寫「PTT鄉民百科」的內容，並在部落格中收集、整理其上的各種資料。他還嘗試從釋義、起源開始，解說各別語彙進一步的延伸意涵。然而，儘管他試圖保存這20年來衍生出的最精華詞彙、鄉民文化及歷年重要事件，但即便是他自己早已經習慣使用的語言，查詢內容仍然相當耗費心力。
部分鄉民用語剛出現時，張遠亦在八卦版上，這些內容可以直接撰寫，或在過程中翻閱各版文章記錄。相對地，因大量的批踢踢鄉民們會隨時提出不同的意見，他經常必須到處搜尋先前其他用戶細心整理後的懶人包或相關資料。對於無法確定的說法，他則全部列出來，讓知道此事的熱心鄉民或讀者，對其中的內容提出補充或糾正。2013年，張遠還和鄉民資歷較短的「Lon」兩人合作，編目出版成《PTT鄉民大百科》一書，由後者負責為書中的用語繪製使用情境漫畫。
| 卷數 | 時報出版      | 時報出版               |
| 卷數 | 發售日期      | ISBN                   |
| ---- | ------------- | ---------------------- |
| 全   | 2013年9月16日 | ISBN 978-957-135-825-3 |

## 思想理念
張遠認為自己最喜歡的角色是野比大雄，且對此選擇毫不猶豫，不過挑選最喜歡的一篇故事則較為困難。在熟讀1,300多篇《哆啦A夢》的故事後，他認為有200篇至300篇相當值得細講：在《Hello 宇宙人》裡討論事實真假的認定；在《像白百合花的女孩》裡討論野比大雄不願讓父親幻想破滅等。他更特別推薦短篇《鉛筆飛彈和自動報復雷達》：野比大雄陣營和剛田武陣營互相準備飛彈，只要一方先發射、對方就馬上反擊，最終雙方感受到殺傷力過大，決定和平相處、一起打棒球。張遠認為這個看似朋友間日常爭執的劇情，已經隱約處理到冷戰的核軍備議題。
另一方面，張遠認為批踢踢資訊豐富、具有文化創意，鄉民在批踢踢上創造出、大量特色且有趣的語言，是當代很有意義的文化現象，應當加以記錄整理。而透過《PTT鄉民大百科》一書的推出，張遠期待可以讓曾經是鄉民的人重溫與補足記憶中的往事，他並且提到：「很多鄉民提到這本書時會說『都知道了幹嘛還要看』，但如果能讓多點人記得這些大家共同經歷過的事，還是很值得的。」
張遠還認為批踢踢的鄉民與一般網友不太一樣，且和「Lon」一致同意，任何時期的鄉民最大共同特色便是愛湊熱鬧。他也認為儘管八卦版最為強勢，但批踢踢各板都有自己的文化、而非單一性質，且文化這個東西並非立即形成，且無法簡單取代，這些多樣性讓批踢踢被取代的可能性更低；同樣地，他主張社群網站和論壇實際上屬於不同性質，前者的「社團」確實取代批踢部分功能（其上的班板、社團板沒落），但同樣作為論壇的Dcard才是造成使用人數下滑的重要因素。

## 外部連結
- （繁體中文） 遠之聲：ffaarr的分享世界 （页面存档备份，存于）
- （繁體中文） 哆啦A夢wiki （页面存档备份，存于）
- （繁體中文） PTT鄉民百科 （页面存档备份，存于）